# Менесес, Жан
Жан Давид Менесес Вильярроэль (исп. Jean David Meneses Villarroel; 16 марта 1993 года, Кильота, Чили) — чилийский футболист, полузащитник клуба «Васко да Гама» и сборной Чили.

## Клубная карьера
Менесес — воспитанник клуба «Сан-Луис Кильота» из своего родного города. 12 февраля 2012 года в матче против «Кокимбо Унидо» он дебютировал в чилийской Примере B. 11 августа 2013 года в поединке против «Магальянес» Жан забил свой первый гол за «Сан-Луис Кильота». В 2015 году Менесес помог клубу выйти в элиту. 9 августа в матче против «Сантьяго Уондерерс» он дебютировал в чилийской Примере.
В начале 2016 года Менесес перешёл в «Универсидад де Консепсьон». 16 января в матче против «Уачипато» он дебютировал за новый клуб. 6 февраля в поединке против «Универсидад Католика» Жан забил свой первый гол за «Универсидад де Консепсьон».
Летом 2018 года Менесес на правах аренды перешёл в мексиканский «Леон». 23 августа в матче против столичной «Америки» он дебютировал в мексиканской Примере. 3 февраля 2019 году в поединке против «Крус Асуль» Жан забил свой первый гол за «Леон». По окончании аренды Менесес подписал полноценный контракт. 19 февраля 2020 года в матче Лиги чемпионов КОНКАКАФ против американского «Лос-Анджелеса» он забил гол. В том же году Жан помог команде выиграть чемпионат. Летом 2022 года Менесес перешёл в «Толуку». 3 июля в матче против «Некаксы» он дебютировал за новый клуб. 30 июля в поединке против «Хуарес» Жан забил свой первый гол за «Толуку». 

## Международная карьера
В сентябре 2019 года в товарищеском матче против сборной Гондураса Менесес дебютировал за сборную Чили. 15 октября в поединке против сборной Гвинеи он забил свой первый гол за национальную команду.
В 2021 года Менесес принял участие в Кубке Америки в Бразилии. На турнире он сыграл в матчах против команд Аргентины, Уругвая, Парагвая, Боливии и Бразилии.

### Голы Менесеса за сборную Чили
| #  | Дата            | Место                                                 | Противник | Счёт | Результат | Соревнование                     |
| -- | --------------- | ----------------------------------------------------- | --------- | ---- | --------- | -------------------------------- |
| 1. | 15 октября 2019 | Хосе Рико Перес, Аликанте, Испания                    | Гвинея    | 1:1  | 3:2       | Товарищеский матч                |
| 2. | 26 марта 2021   | Эль Теньенте, Ранкагуа, Чили                          | Боливия   | 2:1  | 2:1       | Товарищеский матч                |
| 3. | 9 сентября 2021 | Метрополитано Роберто Мелендес, Барранкилья, Колумбия | Колумбия  | 2:1  | 3:1       | Чемпионат мира 2022 квалификация |

## Достижения
Командные
 «Леон»
- Победитель мексиканской Примеры — 2020